# Metaxyphloeus zeus
Metaxyphloeus zeus is een keversoort uit de familie dwergschorskevers (Laemophloeidae). De wetenschappelijke naam van de soort werd in 1984 gepubliceerd door Oldfield Thomas.